# 李獻可 (正德進士)
李獻可（1479年—？），字公從，直隸河間府故城縣人，明朝政治人物。

## 生平
弘治十四年（1501年）辛酉科順天府鄉試第一百十六名舉人。正德六年（1511年）辛未科進士。官山東青州府知府，積勞成疾。擢陝西按察司副使，帶病前往，數日即卒。入祀青州名宦祠。

## 家族
曾祖父李顯清；祖父李榮，贈知縣；父親李咨，進士，曾任監察御史。母吳氏 （封孺人）。